# Choc ice
Choc ice là thuật ngữ tiếng Anh của người Anh dùng để chỉ một món tráng miệng đông lạnh chung chung bao gồm một khối kem lạnh hình chữ nhật — thường có vị vani — được phủ một lớp sô cô la mỏng. Ở nhiều quốc gia, có rất nhiều phiên bản của món tráng miệng này được sản xuất dưới nhiều thương hiệu khác nhau. Một thương hiệu nổi tiếng mà nhiều người biết đến là Klondike.
Choc ice đầu tiên được bày bán tại Mỹ vào năm 1922 và đặt theo tên sông Klondike ở Alaska và Canada. Trong những năm gần đây, thuật ngữ “choc ice” đã trở thành câu nói tục tĩu về chủng tộc được sử dụng để mô tả một người theo nghĩa bóng “trong trắng, ngoài đen”.